# Kanton Laignes
Laignes is een voormalig kanton van het Franse departement Côte-d'Or. Het kanton maakte deel uit van het arrondissement Montbard. Het werd opgeheven bij decreet van 18 februari 2014, met uitwerking op 22 maart 2015.

## Gemeenten
Het kanton Laignes omvatte de volgende gemeenten:
- Balot
- Bissey-la-Pierre
- Bouix
- Cérilly
- Channay
- Étais
- Fontaines-les-Sèches
- Griselles
- Laignes (hoofdplaats)
- Larrey
- Marcenay
- Molesme
- Nesle-et-Massoult
- Nicey
- Planay
- Poinçon-lès-Larrey
- Puits
- Savoisy
- Verdonnet
- Vertault
- Villedieu